# Ministrymon phrutus
Ministrymon phrutus is een vlinder uit de familie van de Lycaenidae. De wetenschappelijke naam van de soort werd als Bithys phrutus in 1832 gepubliceerd door Jacob Hübner.

## Synoniemen
- Thecla fidentia Hewitson, 1868